# Silver Whisper
Silver Whisper es un crucero que entró en servicio en 2000, y es operado por Silversea Cruises. La capacidad de pasajeros es de 382 pasajeros, y hay 295 miembros de la tripulación. Su barco hermano es Silver Shadow; ambos barcos fueron construidos por el astillero Mariotti en Génova, Italia. Ambos tienen una alta relación espacio-pasajeros. El tonelaje bruto del buque dividido por la capacidad de pasajeros a 74, proporcionando más espacio por pasajero que cualquier otro crucero. La proporción de pasajeros por tripulación también es alta, de 1,31 a 1.

## Acomodaciones
Hay 194 suites exteriores, que varían en tamaño desde 26,7 m² a 133,3 m²; 80% de los cuales tienen balcones de teca.

## Destinación
Silver Whisper tiene previsto realizar un crucero mundial de 140 días en 2020. El barco visitará 62 puertos en 32 países y se convertirá en el primer barco en visitar siete continentes en un crucero mundial.